# 道棋
道棋（Dao），是Jeff Pickering、Ben VanBuskirk在1999年推出的兩人棋類，得過門薩首選，是已解遊戲。

## 棋具
- 棋盤為4*4的棋格。

- 各方四枚，以顏色區分敵我。

## 規則
- 初始布置為雙方棋子各布於一條對角線。

- 每方輪流移動一枚己棋，朝橫豎斜方向移動至最遠的連續空格，途中不得有子，不得停頓。

- 當造成以下四種狀況之一即獲勝。
  - 四枚己棋以縱或橫向連成一線。
  - 四枚己棋組成2*2棋塊。
  - 四枚己棋各在角落格。
  - 三枚己棋包圍在角落的敵棋[2]。

## 外部連結
- 遊戲介紹 （页面存档备份，存于）
- 遊戲下載